# Чёртова Гора (платформа)
Чёртова Гора́ — остановочный пункт Восточно-Сибирской железной дороги на Транссибирской магистрали в Слюдянском районе Иркутской области.
Относится к Улан-Удэнскому региону ВСЖД. Находится на расстоянии 5300 километров от Москвы на территории посёлка городского типа Култук.

## Пригородное сообщение по станции
| № поезда | Маршрут движения                   | № поезда | Маршрут движения                   |
| -------- | ---------------------------------- | -------- | ---------------------------------- |
| 6336     | Иркутск-Сортировочный — Выдрино    | 6337     | Выдрино — Иркутск-Сортировочный    |
| 6334     | Иркутск-Сортировочный — Байкальск  | 6335     | Байкальск — Иркутск-Сортировочный  |
| 6306     | Иркутск-Сортировочный — Слюдянка I | 6317     | Слюдянка I — Иркутск-Сортировочный |
| 6312     | Иркутск-Сортировочный — Слюдянка I | 6329     | Слюдянка I — Иркутск-Сортировочный |
| 6324     | Иркутск-Сортировочный — Слюдянка I | 6333     | Слюдянка I — Иркутск-Сортировочный |